# 윈도 메이커
윈도 메이커(Window Maker)는 엑스 윈도 시스템의 창 관리자중 하나이다. 그래픽 응용 프로그램들이 유닉스 계열 운영 체제에서 실행할 수 있도록 하고 있다. 오픈스텝 호환 환경으로서의 넥스트 사의 GUI를 가상으로 구현하기 위해 고안된 것이며 "가장 유용하고 보편적인 창 관리자들 가운데 하나"로 서술되어 왔다. 윈도 메이커는 GNU GPL로 공개되었으므로 자유, 오픈 소스 소프트웨어이다.

## 같이 보기
- 분류:컴퓨터 마스코트